# Lindén
För andra betydelser, se Linden.
Lindén är ett svenskt efternamn. Tillsammans med detta sorteras efternamnen Linden och van der Linden, vars bärare oftast är av andra nationaliteter.

## Personer med efternamnet Lindén eller med liknande namn
- Alf Lindén (1887–1969)), väg- och vattenbyggnadsingenjör
- Agneta Lindén (född 1949), scenartist och skådespelerska
- Andreas Lindén (född 1989), triatlet
- Anna Lindén (född 1967), skådespelare
- Arthur Lindén (1877–1944), civilingenjör och företagsledare

- Birgitta Hagnell-Lindén (1932–2018), textilkonstnär och målare
- Bjarne Lindén (1937–2016), läkare och läroboksförfattare

- Camilla Lindén, finlandssvensk sångerska
- Carl Lindén (1909–1981), aktivist inom lantbrukets föreningsrörelse
- Christer Lindén (född 1973), musiker och poet
- Colin Linden (född 1960), kanadensisk bluesartist
- Cornelis van der Linden (18399–1918), nederländsk tonsättare

- David Lindén  (född 1986), historiker, författare och politisk kommentator
- Dolf van der Linden (1915–1999), nederländsk dirigent och tonsättare

- Edit Wilhelmina Lindén-Johansson (19919–2016), tecknare och grafiker
- Ellika Lindén (född 1943), skådespelare och regissör
- Elis Lindén (1916–1978), uppfinnare och entreprenör
- Elvy Lindén (1913–1990), målare
- Emil Linden (1859–1914), operasångare och teaterregissör
- Enock Lindén (1880–1970), träsnidare och målare
- Erik Lindén, flera personer
  - Erik Lindén (brottare) (1911–1992)
  - Erik Lindén (gymnastikledare) (1907–1977)
- Eva Lindén (född 1954), illustratör och tecknare

- Gurli Lindén (född 1940), finlandssvensk författare
- Gustaf Linden, flera personer
  - Gustaf Linden (regissör) (1875–1936), regissör, manusförfattare och skådespelare med smeknamnet "Muck"
  - Gustaf Linden (arkitekt) (1879–1964), arkitekt och stadsplanerare
- Hal Linden (född 1931), amerikansk skådespelare, TV-regissör och musiker
- Hans Lindén (1908–1990), arkitekt
- Helge Linden (1897–1961), målare
- Herbert Linden (1899–1945), tysk läkare och nazistisk ämbetsman

- Isabelle Linden (född 1991), tysk fotbollsspelare

- Jean Jules Linden (1917–1998), belgisk botanist
- Jenny Lindén Urnes (född 1971), företagare
- Josefine Lindén (född 1978), författare

- Karl Gustav Linden (1909–1972), ämbetsman
- Karin Lindén (född 1929), gymnast
- Kerstin Lindén (1923–2016), sångtextförfattare
- Kent Lindén (född 1962), musiker

- Lars Lindén (1945–2023), kristdemokratisk politiker
- Lars Lindén (socialdemokrat) (1898–1956), borgmästare, folkskollärare och socialdemokratisk politiker
- Liane Linden (1920–2014), skådespelare

- Maarten van der Linden (född 1969), nederländsk roddare
- Magnus Lindén  (född 1979), handbollsspelare och tränare
- Maja Lindén (född 1969), satir- och serietecknare
- Margot Lindén (1925–1962), skådespelare
- Mariella Lindén (född 1950), finländsk kulturarbetare, författare och feminist
- Michael Lindén (född 1971), försvarsadvokat
- Mollie Lindén (född 1996), artist

- Oscar Lindén (1888–1968), direktör, officer och flygpionjär

- Peter Lindén (född 1957), roadracingförare
- Pieter Cort van der Linden  (1846–1935), nederländsk politiker

- Ragnar Lindén (1919–1989), konstnär
- Rick van der Linden  (1946–2006), nederländsk musiker
- Rolf Lindén (född 1957), socialdemokratisk politiker och riksdagsledamot

- Sara Lindén (född 1983), fotbollsspelare
- Staffan Lindén (1926–2000), tecknare, författare och läroverksadjunkt
- Stefan H. Lindén (född 1988), filmæ och TVæproducent
- Suvi Lindén (född 1962), finländsk samlingspartistisk politiker

- Traste Lindén (född 1960), artist och låtskrivare
- Trevor Linden (född 1970), kanadensisk ishockeyspelare

- Ulf G. Lindén (1937–2009), industrialist och finansman

- Väinö Lindén (1889–1987), finländsk läkare och militär

- Zinaida Lindén (född 1963), rysk-finlandssvensk författare, filmrecensent och publicist